# Cătălin Mitulescu
Cătălin Mitulescu, född 13 januari 1972 i Bukarest, är en rumänsk filmregissör. Han är mest känd för kortfilmen Trafic från 2004, för vilken han tilldelades Guldpalmen för bästa kortfilm, och för långfilmen Så firade vi jordens undergång från 2006.

## Filmografi
- 2004 – Trafic (kortfilm)
- 2005 – Ryna
- 2006 – Så firade vi jordens undergång
- 2008 – O zi buna de plaja
- 2010 – Muzica in Sange
- 2010 – Vill jag vissla så visslar jag
- 2011 – Loverboy
- 2011 – Apele tac
- 2012 – Solitudes
- 2016 – Dincolo de calea ferată